# Окорела земља чуда и смак света
Окорела земља чуда и смак света је јапански роман аутора Харукија Муракамија из 1985. Добио је награду Танизаки 1985. године за овај роман. Енглески превод Алфреда Бирнбаума објављен је 1991. године а српски 2009. године. Чудан роман налик на снове, његова поглавља се смењују између два наратива — „Окорела земља чуда“ (сајберпанк, научна фантастика део) и „Крај света“ (надреални, виртуелни фантазијски део).

## Радња романа
Прича је подељена између паралелних наратива. Непарна поглавља се одвијају у „Окорелој земљи чуда“, иако се та фраза нигде у књизи не користи, већ само у заглављима страница. Наратор је „Калкутек“ (計算士), људски процесор података и систем за шифровање који је обучен да користи своју подсвест као кључ за шифровање. Калкутеци раде за квази-владин систем, за разлику од криминалних "Семиотека" (記号士) који раде за Фабрику и који су генерално пали Калкутеци. Однос између ове две групе је једноставан: систем штити податке док их Семиотеци краду, иако се сугерише да би један човек могао да стоји иза оба. Наратор завршава задатак за мистериозног научника, који истражује „уклањање звука“. Он ради у лабораторији скривеној у анахроној верзији канализационог система Токија. Наратор на крају сазнаје да има само дан и по пре него што његова свест напусти свет који познаје и заувек се удуби у свет који је створен у његовој подсвести. Према научнику, спољашњем свету ова промена ће изгледати тренутна, али у уму Калкутека, његово време у овом свету ће изгледати готово бесконачно.
Парна поглавља баве се придошлицом у „Смаку света“, чудним, изолованим Градом, који је на карти приказан као окружен савршеним и непробојним зидом. Приповедач је у процесу пријема у Град. Његова Сенка је „одсечена“ и ова Сенка живи у „Гранду сенки“ где се не очекује да ће преживети зиму. Становници града не смеју да имају сенку, а показује се, немају ни памети. Наратору је додељен стан и посао као актуелни „Читач снова“: процес који је намењен уклањању трагова ума из Града. Свако вече иде у библиотеку где уз помоћ библиотекара учи да чита снове из лобања једнорога. Ове "звери" пасивно прихватају своју улогу, послате ноћу из града у своје ограђене просторе, где многе умиру од хладноће током зиме. Постепено постаје евидентно да је овај Град свет унутар подсвести приповедача Окореле земље чуда (лозинка коју користи да контролише различите аспекте свог ума је чак и „крај света“). Наратор заволи Библиотекара док он открива тајне Града, и иако планира да побегне из Града са својом Сенком, касније се враћа на реч и дозвољава својој Сенки да сама побегне из Града.
Две приче се спајају, истражујући концепте свести, подсвесног или несвесног ума и идентитета.
У оригиналном јапанском језику, приповедач користи формалнију заменицу у првом лицу ваташи да би указао на себе у причи о земљи чуда у наративу о крају света. Преводилац Алфред Бирнбаум постигао је сличан ефекат на енглеском тако што је написао одељке о крају света у садашњем времену.

### Ликови
У оба наратива ниједан од ликова није именован. Уместо тога, сваки се назива занимањем или општим описом, као што је „библиотекар“ или „велики момак“. 
Окорела земља чуда:
- Приповедач

35-годишњи Калкутек који, осим необичне професије, живи животом типичног токијског јапија. Иако веома пажљив, мало размишља о необичности света око себе.
- Старац / Научник

Сјајан, а ипак одсутан, научник који ангажује наратора да обрађује информације. Он истражује "уклањање звука". Развио је начин читања подсвести и стварног снимања као разумљивих, иако неповезаних слика. Имао је инспирацију да затим уреди ове слике како би уградио измишљену причу у подсвест својих субјеката, укључујући и наратора. То је урадио радећи са Системом због атрактивности његових објеката, иако није волео да ради ни за кога. Касније одлази у Финску, како је рекла његова унука, да побегне.
- Гојазна девојка

17-годишња унука Старца, која изгледа као да има 30 година. Описују је као веома гојазну, али привлачну. Она помаже Наратору у његовом путовању кроз канализацију и одлучује да се пресели у његов стан након што се два његова света споје.
- Библиотекар

Увек гладна девојка која помаже приповедачу да истражује једнороге и постаје његова 48-часовна девојка.
- Јуниор и Велики дечак

Двојица насилника који се, по непознатом наређењу, сукобљавају са приповедачем, напуштајући његов стан уништен и наневши му намерно несмртоносни, али озбиљан ударац у доњем делу стомака.
- ИНКлингс

Скраћено од Инфра-Ноктурнал Капа. Ентитети који живе у канализацији описани као "Капа" (демони из јапанске културе) који су развили сопствену културу. Они су толико опасни да научник живи у њиховом царству, заштићен одбојним уређајем, да се држи подаље од оних који желе да украду његове податке. Речено је да обожавају рибу Тилапиа са насилним склоностима (и пијавицама). Такође не једу свеже месо; него, када ухвате човека, потапају га у воду на неколико дана да би га пустили да иструне пре него што га поједу.
Крај света:
- Приповедач

Новајлија у Смаку света. Као иницијација у Град, његова Сенка је одсечена и његове очи пробушене како би био несклон дневној светлости и дао му способност да „чита снове“, што му је додељен задатак. Не може да се сети свог некадашњег живота нити да разуме шта му се догодило, али зна да се одговори чувају у његовом уму, које његова Сенка чува.
- Нараторова сенка

Очигледно људски облик. Он задржава приповедачево сећање на њихов некадашњи заједнички живот, али је осуђен на смрт, раздвојен такав какав јесте, и према њему се грубо (али не и сурово) понаша његов чувар, Чувар врата. Након његове смрти, наратор би тада престао да има „ум“. Сенка жуди да побегне из града и да се поново уједини са светом коме он и наратор с правом припадају.
- Чувар врата

Чувар и надзорник Смака света. Он даје упутства наратору о његовим дужностима и држи приповедачеву Сенку ефективно затвореником, стављајући га на посао – уклањајући мртве звери које умиру током зиме.
- Библиотекар

Градски библиотекар који чува лобање звери у којима бораве "снови". Она помаже приповедачу у његовом раду. Она нема „ум“, али њена мајка јесте, и наратор постаје све уверенији да је њен ум у ствари само скривен, а не неповратно изгубљен. Веза између ове библиотекарке и друге, у окорелој земљи чуда, никада није експлицитна, иако наратор више пута помиње да јој изгледа познато.
- Пуковник

Старац, комшија приповедача, који даје савете и подршку, и негује га када се разболи.
- Чувар

Младић који брине о електрани у опасној шуми града. Он је аутсајдер који пружа минијатурну хармонику, могући кључ у настојањима наратора да поврати свој ум и сећања. Чувар је протеран у Шуму јер још увек има привид ума и не може му се дозволити да живи у граду.

## Утицаји
Мураками је често спомињао своју љубав према западној књижевности и посебно дивљење према Рејмонду Чандлеру. Наратив Окорела земља чуда много дугује америчкој детективској фантастици, као и научној фантастици и сајберпанку, али књига не припада ниједној од тих категорија.
Наратив Крај света има много заједничког са Замком Франца Кафке. Обоје се баве придошлицама у чудним селима који су и заинтригирани и ужаснути понашањем сељана. Слика губитка сенке када се приближава крај света налази се у роману Викторија Кнута Хамсуна из 1898. године. Иста идеја се појавила раније, у причи из 1814. „Изванредна прича Петра Шлемила“ Аделберта фон Шамиса и у бајци „Сенка“ из 1847. Ханса Кристијана Андерсена. 

## Критике
Роман је награђен Танизаки наградом 1985. године. Роман је добио признање критике како у земљи тако и на међународном нивоу, а похвале су га и књижевни критичари објавили у часописима као што су The Japan Times, Publishers Weekly и Кirkus Reviews. Редитељ Ријан Џонсон ју је навео као једну од његових омиљених научнофантастичних књига и утицај на његов филм Убица из будућности. Џеј Рубин, који је превео многа од Муракамијевих каснијих дела на енглески, рекао је да је Окорела земља чуда и крај света његов омиљени Муракамијеви роман и да је то „само шок након читања црно-беле, аутобиографске фикције која је таква је норма у Јапану.“ Сам Мураками је изјавио да му је ова књига најдража међу књигама које је написао.